# Uthlede
Uthlede är en ortsteil i kommunen Hagen im Bremischen i Landkreis Cuxhaven i förbundslandet Niedersachsen i Tyskland. Uthlede var en kommun fram till 1 januari 2014 när den uppgick i Hagen im Bremischen. Kommunen Uthlede hade 992 invånare 2013.